# Plectris contaminata
Plectris contaminata är en skalbaggsart som beskrevs av Blanchard 1850. Plectris contaminata ingår i släktet Plectris och familjen Melolonthidae. Inga underarter finns listade i Catalogue of Life.